# Balneário Gaivota
Balneário Gaivota là một đô thị thuộc bang Santa Catarina, Brasil. Đô thị này có diện tích 147,71 km², dân số năm 2007 là 7307 người, mật độ 45,2 người/km².